# لبانة مغربية
اللُّبَانَةُ المَغْرِبِيَّةُ  أو الشَّوْلَةُ البَيْضَاءُ  أو أفوربيوم (الاسم العلمي: Euphorbia resinifera) هو نوع نبات ينتمي إلى جنس الفربيون من الفصيلة اليَتُّوعِيَّة، يكثر في جبال الأطلس بالمغرب.